# Eldiyar Zarypbekov
Eldiyar Zarypbekov (Rostov del Don, 14 de septiembre de 2001) es un futbolista ruso, nacionalizado kirguís, que juega en la demarcación de centrocampista para el FC Chernomorets Novorossiysk de la Liga Nacional de Fútbol de Rusia.

## Selección nacional
Hizo su debut con la selección absoluta de Kirguistán el 12 de octubre de 2023 contra Baréin en un partido amistoso que finalizó con un resultado de 2-0 a favor del combinado bareiní tras los goles de Mohamed Abdulwahab y Abdullah Al-Hashash.

## Clubes
| Club                              | País  | Año       | Partidos | Goles |
| --------------------------------- | ----- | --------- | -------- | ----- |
| FC Mashuk-KMV Piatigorsk (cedido) | Rusia | 2022      | 13       | 1     |
| FC Chayka Peschanokopskoye        | Rusia | 2022-2025 | 78       | 3     |
| FC Chernomorets Novorossiysk      | Rusia | 2025-     |          |       |